# Luciano Lanna
Luciano Lanna (Valmontone, 7 dicembre 1960) è un giornalista e saggista italiano.

## Biografia
Laureato in filosofia (II Università di Roma-Tor Vergata, 1985, 110/110 e lode), è giornalista professionista dal 1992 (vincitore del Premio Lucini, assegnatogli per aver conseguito il miglior risultato - "menzione di lode" - della sua sessione all'esame per entrare nell'albo dei giornalisti professionisti). Nel triennio 2019-2022 ha frequentato un corso di dottorato di ricerca (PhD) in Storia e Scienze filosofico-sociali nella II Università di Roma-Tor Vergata. Ha discusso la tesi sul tema Attraversare la modernità. La filosofia di Augusto Del Noce il 18 aprile 2023 ("qualità eccellente con lode").
Nel 1995 è stato assunto come redattore capo a L'Italia settimanale di cui poi è diventato condirettore con Pietrangelo Buttafuoco alla direzione. Successivamente, Domenico Mennitti (già suo direttore, tra il novembre 1991 e l'ottobre 1992, al quotidiano Roma di Napoli, dove Lanna era responsabile delle pagine di cultura e spettacolo) l'ha chiamato al bimestrale di cultura politica Ideazione, dove nel 2001 è stato nominato caporedattore. Nell'estate del 1996 ha condotto insieme a Piergiuseppe Caporale una trasmissione quotidiana di musica jazz e cultura a Rai Radio 2. Nel 1997 è stato uno degli autori, con Michele Mezza e Antonio Satta, dello speciale di Rai 2 1977: l'anno che non finì.
Nel 2003 è passato al quotidiano L'Indipendente, dove è stato vicedirettore (con Giordano Bruno Guerri alla direzione). Nel 2004 è tornato al Secolo d'Italia, dove nel 1990-1991 aveva già svolto il praticantato sotto la direzione di Giano Accame, stavolta con il ruolo di caporedattore. Nel maggio 2006 ne è diventato direttore responsabile, con Flavia Perina direttore politico. Sempre nel 2006 ha firmato una trasmissione di Rai 3 su Leo Longanesi per la regia di Francesco Linguiti, andata in ondo l'8 gennaio 2007. Nel 2011 un suo articolo (Noi, cresciuti con le canzoni di Guccini) è stato pubblicato nel libro Un anno in prima pagina (Nutrimenti edizioni), che raccoglieva quelli che sono stati considerati i migliori articoli del 2010. Il 18 aprile 2011 ha lasciato il quotidiano Secolo d'Italia. Nel 2012 ha firmato insieme a Francesco Linguiti 1943-1945-Si salvi chi può!, puntata de La grande storia andata in onda su Rai 3 il 27 luglio dello stesso anno.
Dal 2009  ha collaborato con i quotidiani Il Foglio, Europa e il Garantista, con l'agenzia di stampa Adnkronos, con il periodico on line Libertiamo, con il settimanale e poi mensile Il Futurista, con le riviste OutLet, Rivista di Politica e Start Magazine.
Dal 1º settembre 2013 al giugno 2014 ha lavorato in qualità di autore nella redazione della trasmissione 2Next di Rai 2. Ha collaborato con Rai 3 ai programmi del ciclo La grande storia. Dal luglio 2016 al marzo 2019 ha collaborato con il quotidiano Il Dubbio (fondato e diretto da Piero Sansonetti) occupandosi di cultura, dibattito delle idee, immaginario. Nel trimestre dicembre 2019 - marzo 2020 ha collaborato come autore col programma Linea bianca di Rai 1.
Dal 2021 è direttore responsabile della rivista Il pensiero storico.
Dal 21 novembre 2023 è direttore del Centro per il libro e la lettura del Ministero della cultura, del quale era già responsabile scuola dal 7 novembre 2022.

## Opere
- Fascisti immaginari, coautore: Filippo Rossi, Firenze, Vallecchi, 2003. ISBN 88-8427-057-X.
- Prefazione a Adalberto Baldoni, Storia della destra. Dal postfascismo al Popolo della libertà, Firenze, Vallecchi, 2009. ISBN 978-88-8427-140-2.
- Prefazione a Marco Iacona, Album di un secolo. Icone di un Novecento postideologico, Soveria Mannelli, Rubbettino, 2011. ISBN 978-88-498-2971-6.
- Il fascista libertario, Milano, Sperling & Kupfer, 2011. ISBN 978-88-200-5029-0.
- Enrico Berlinguer e la "frattura" del '77, in Prospettiva Berlinguer. Sguardi trasversali sul leader comunista, Safarà, 2014, ISBN 978-88-97561-15-6.
- Attraversare la modernità. Il pensiero inattuale di Augusto Del Noce, edizioni Cantagalli, 2024.[5]